# Кевін Кастаньйо
Кевін Дуван Кастаньйо Хіль (ісп. Kevin Duván Castaño Gil, нар. 29 вересня 2000, Ітагуї) — колумбійський футболіст, півзахисник російського клубу «Краснодар» та національної збірної Колумбії. Виступав також за клуби «Агілас Дорадас» та «Крус Асуль».

## Клубна кар'єра
Кевін Кастаньйо народився 2000 року в місті Ітагуї, та є вихованцем футбольної школи клубу «Агілас Дорадас». Дорослу футбольну кар'єру розпочав 2020 року в основній команді того ж клубу, в якій грав до 2023 року, та відразу ж став гравцем основи команди, зігравши за цей час 76 матчів чемпіонату.
У 2023 році Кастаньйо став гравцем мексиканського клубу «Крус Асуль», у кладі якого грав до початку 2024 року. З початку 2024 року колумбійський півзахисник грає в російській команді «Краснодар». Станом на 16 жовтня 2024 року відіграв за краснодарську команду 17 матчів в національному чемпіонаті.

## Виступи за збірну
У 2023 році Кевін Кастаньйо дебютував у складі національної збірної Колумбії. У складі збірної був учасником розіграшу Кубка Америки 2024 року у США, де разом з командою здобув «срібло». Станом на кінець жовтня 2024 року зіграв у складі збірної 15 матчів, у яких забитими м'ячами не відзначився.